# Arctiocossus
Arctiocossus is een geslacht van vlinders uit de familie van de Houtboorders (Cossidae). De wetenschappelijke naam en de beschrijving van dit geslacht werden voor het eerst in 1874 gepubliceerd door Cajetan Freiherr von Felder, Rudolf Felder en Alois Friedrich Rogenhofer.
De soorten van dit geslacht komen voor in Zuidelijk Afrika.

## Soorten
- Arctiocossus antargyreus Felder, 1874
- Arctiocossus farinalis Mey, 2015
- Arctiocossus ligatus Walker, 1865
- Arctiocossus martinkruegeri Mey, 2015
- Arctiocossus namaquensis Mey, 2015
- Arctiocossus stroehlei Yakovlev, 2021